# Drag Sethlas
Drag Sethlas (Las Palmas de Gran Canaria, 26 de enero de 1991), nombre artístico de Borja Casillas Toledo, es una artista drag española, conocida por haber ganado la Gala Drag Queen de Las Palmas de Gran Canaria en 2017 y 2020,  participar en la segunda temporada de Drag Race España y obtener la victoria en la primera temporada de Drag Race España: All Stars.

## Biografía
Borja Casillas Toledo se licenció en Educación Infantil en 2012 por la Universidad de Las Palmas de Gran Canaria. También es bailarín desde muy joven.

### Carrera artística
Inició su carrera en el mundo del drag en 2014.
En 2015 fue una de las 17 finalistas de la Gala Drag Queen de Las Palmas de Gran Canaria con la fantasía «¡Veneno del Desierto!». Al año siguiente, en 2016, volvió a participar, esta vez auspiciada por Multiópticas, Provital Emergencias Sanitarias y Carpintería de Aluminio Aluodimo con la fantasía «El tamaño si importa» y obtuvo el segundo lugar tras la ganadora Grimassira Maeva.
En 2017 Drag Sethlas se convirtió en la ganadora de la decimonovena edición de la Gala Drag Queen de Las Palmas de Gran Canaria con la fantasía «¡Mi cielo!, yo no hago milagros, que sea lo que Dios quiera», diseñada por Nelson Rodríguez. En 2020 volvió a ganar en la vigésimo segunda edición de dicha gala con la fantasía «Si la tentación es hermosa imagínate el pecado».

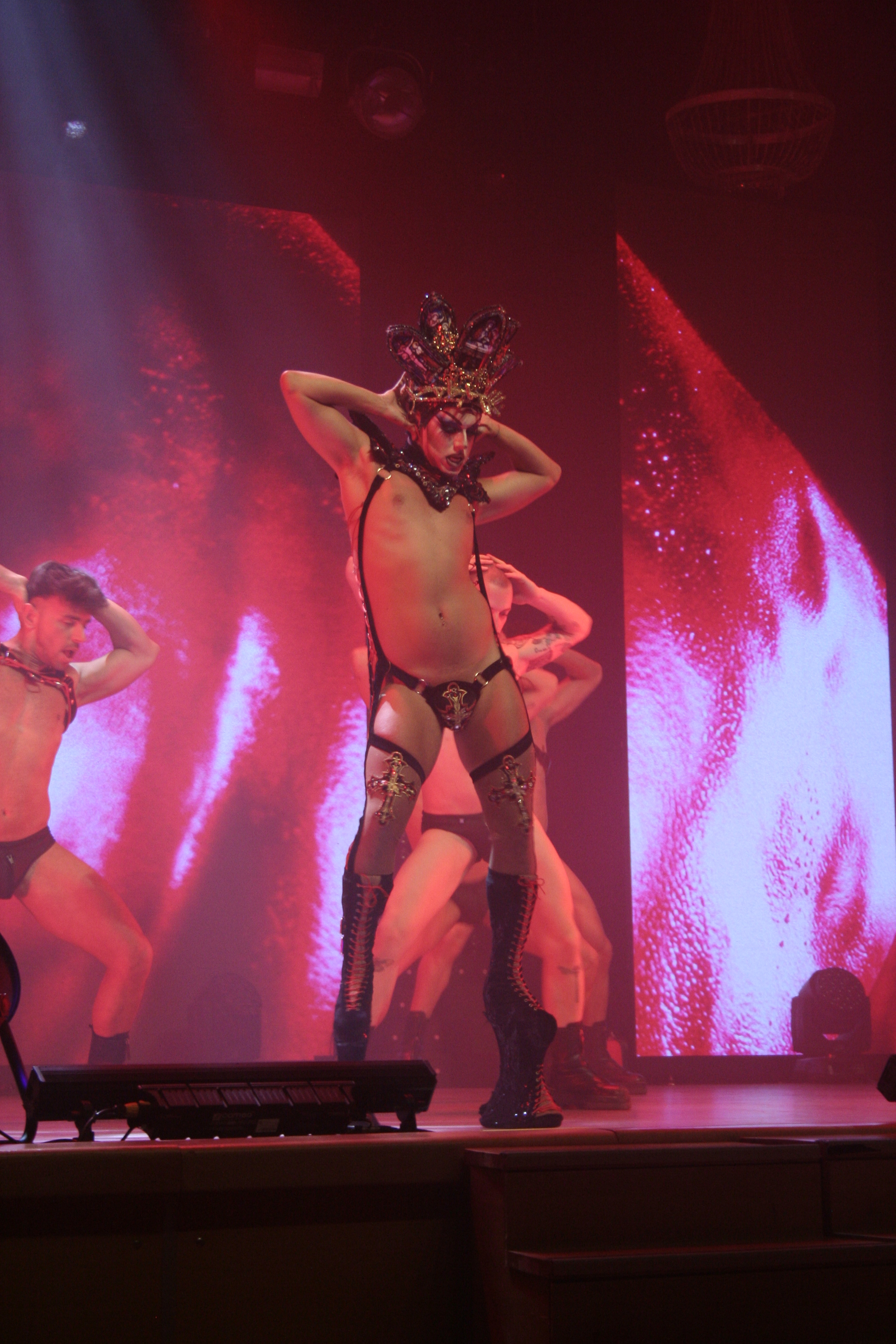
Drag Sethlas durante su presentación en El Gran Hotel de las Reinas

En 2022, Drag Sethlas concursó en la segunda edición del programa de televisión Drag Race España.
En 2024, junto con el presentador Roberto Herrera y la actriz Eloísa González, presentó la Gala Drag Queen de Las Palmas de Gran Canaria. Ese mismo año, fue anunciada su participación en la primera temporada de Drag Race España: All Stars, concurso televisivo en el cual obtuvo la victoria final tras ganar a sus compañeras Juriji der Klee y Hornella Góngora y vencer en el lipsync final a Samantha Ballentines. Durante el programa, mantuvo una tensa relación con Sagittaria.

## Controversia
Sethlas fue denunciada en 2017 por la Asociación de Abogados Cristianos por hacer uso de símbolos religiosos en su actuación en la Gala Drag Queen de Las Palmas de Gran Canaria. Además, el vídeo de la actuación de Sethlas fue eliminado por la página web de RTVE debido a que "podía herir sensibilidades". Las críticas llegaron de diferentes ámbitos, entre ellos del político: el presidente del Cabildo de Tenerife Carlos Alonso tildó la actuación de «ofensa», agregando que «en la Gala Drag Queen de Las Palmas de Gran Canaria, en el momento estelar no hubo Carnaval ni libertad, solo ofensa».
En el ámbito religioso, monseñor Francisco Cases Andreu, obispo de la Diócesis Canariense (provincia de Las Palmas), realizó una comparación de la actuación de la drag queen con el accidente de Spanair de 2008, afirmando que la primera estaba haciéndole "vivir el día más triste" de su estancia en Canarias. Posteriormente y a consecuencia de tales declaraciones, el religioso tuvo que pedir perdón a los familiares de las víctimas. También el presidente de la Federación Islámica de Canarias se manifestó en contra del espectáculo, al que consideró «blasfemo». Borja Casillas se enfrentó a dos querellas que lo acusaban de herir los sentimientos religiosos, una de las cuales fue archivada por el juzgado de instrucción número 8 de Las Palmas de Gran Canaria, dado que «una fiesta como el Carnaval permite descartar una intencionalidad de ofensa». Posteriormente, Abogados Cristianos solicitaron un recurso sobre el sobreseimiento, el cual fue admitido a trámite. Finalmente, la causa fue archivada definitivamente al no encontrarse ofensa alguna a los sentimientos religiosos al tratarse de una fiesta transgresora por tradición, y Abogados Cristianos fueron obligados a pagar las costas del juicio.

## Filmografía

### Televisión
| Año         | Título                                        | Cadena              | Notas                          |
| ----------- | --------------------------------------------- | ------------------- | ------------------------------ |
| 2016 - 2022 | Gala Drag Queen de Las Palmas de Gran Canaria | TVC                 | Concursante, 2 veces vencedora |
| 2022        | Drag Race España                              | Atresplayer Premium | Concursante, 6.º lugar         |
| 2024        | Gala Drag Queen de Las Palmas de Gran Canaria | TVC / La 2          | Presentadora                   |
| 2024        | Drag Race España: All Stars                   | Atresplayer Premium | Ganadora                       |
| 2024        | Zapeando                                      | La Sexta            | Invitada                       |

## Palmarés

### Gala Drag Queen de Las Palmas de Gran Canaria
| Año  | Edición | Fantasía                                                   | Puesto        |
| ---- | ------- | ---------------------------------------------------------- | ------------- |
| 2016 | 19.º    | El tamaño si importa                                       | 1.ª finalista |
| 2017 | 20.º    | ¡Mi cielo! Yo no hago milagros, que sea lo que Dios quiera | Ganadora      |
| 2020 | 23.º    | Si la tentación es hermosa imagínate el pecado             | Ganadora      |